# Fortune Global 500
La lista Fortune Global 500 es un escalafón de las primeras 500 empresas del mundo medidas por los ingresos. La lista es compilada y publicada anualmente por la revista Fortune.
La lista Fortune 500 contenía exclusivamente corporaciones de Estados Unidos. En 1990, las compañías de Estados Unidos se sumaron para compilar una lista verdaderamente global de las principales corporaciones industriales según su clasificación de ventas. En 2005, más de 450 tenían su sede en Europa (195), los Estados Unidos (176), y Japón (80).

## Lista de 2023
La publicación de la lista Fortune Global 500 mostró el avance de Asia, continente que ya cuenta con 220 de las 500 empresas en dicha lista.

### Por continente

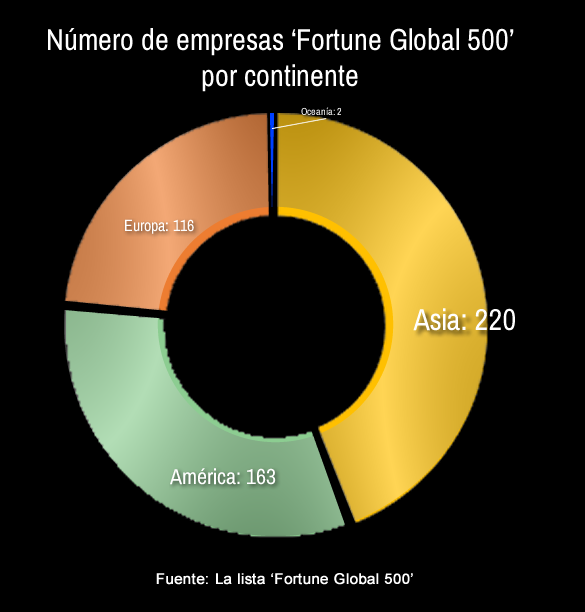
Asia: 35 % más empresas Fortune Global 500 que su más cercano competidor

| Posición | Continente | # de Compañías |
| -------- | ---------- | -------------- |
| 1        | Asia       | 220            |
| 2        | América    | 163            |
| 3        | Europa     | 116            |
| 4        | Oceanía    | 2              |
| 5        | África     | 0              |

### Por países

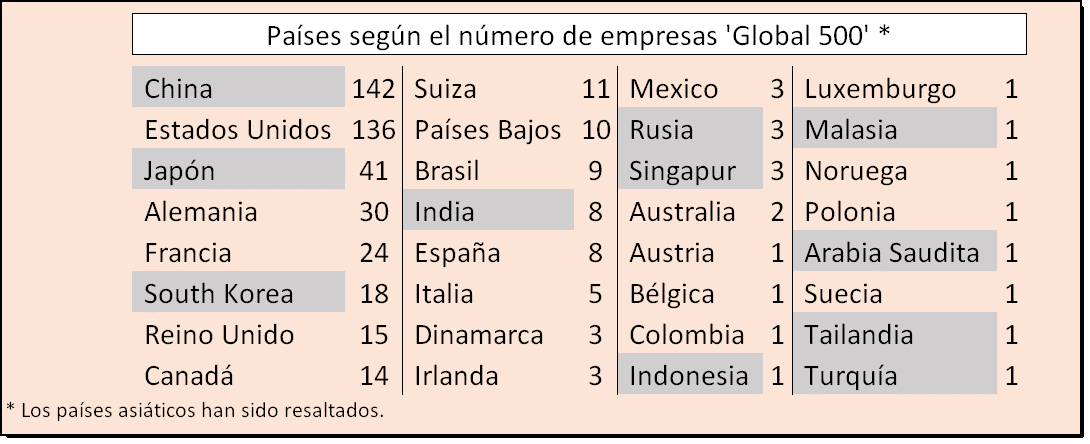
La gráfica muestra el número de empresas Fortune Global 500 por país y en donde China (incluyendo Taiwán) sale ganadora con 142

Por países, China (incluyendo Taiwan) aparece en primer lugar con 142 empresas 'Fortune Global 500', seguida de Estados Unidos con 136, Japón con 41, Alemania con 30, Francia con 24, Corea del Sur con 18, Reino Unido con 15 y Canadá con 14. Detrás de estos países figuran otros 24 que se reparten el resto de las empresas de la lista.

## Lista de 2021
Debido a la pandemia de COVID-19, los ingresos totales de las empresas más grandes del mundo cayeron un 4,8% con respecto al año pasado, hasta los 31,7 billones de dólares. Sin embargo, las ventas combinadas de las empresas de la lista equivalen a más de un tercio del PIB mundial.
| #  | Compañía                 | País           | Valor de mercado (M$) | Industria                               |
| -- | ------------------------ | -------------- | --------------------- | --------------------------------------- |
| 1  | Walmart                  | Estados Unidos | 523,964               | Minorista                               |
| 2  | State Grid               | China          | 383,906               | Energía eléctrica                       |
| 3  | Amazon                   | Estados Unidos |                       | Minorista, tecnología de la información |
| 4  | China National Petroleum | China          |                       | Petróleo y gas                          |
| 5  | Sinopec Group            | China          |                       | Petróleo y gas                          |
| 6  | Apple                    | Estados Unidos |                       | Electrónica                             |
| 7  | CVS Health               | Estados Unidos |                       | Salud                                   |
| 8  | UnitedHealth Group       | Estados Unidos |                       | Salud                                   |
| 9  | Toyota Motor             | Japón          |                       | Automóviles                             |
| 10 | Volkswagen               | Alemania       |                       | Automóviles                             |

## Por país
Este es un ranking de los 10 países con más empresas en la lista Global 500 de 2020.
| Rango | País           | Compañías |
| ----- | -------------- | --------- |
| 1     | China          | 124       |
| 2     | Estados Unidos | 121       |
| 3     | Japón          | 53        |
| 4     | Francia        | 31        |
| 5     | Alemania       | 27        |
| 6     | Reino Unido ‡  | 22        |
| 7/8   | Corea del Sur  | 14        |
| 7/8   | Suiza          | 14        |
| 9/10  | Países Bajos ‡ | 13        |
| 9/10  | Canadá         | 13        |

‡ El Global 500 lista a Unilever como británica y neerlandesa, por lo que la compañía se suma en el recuento de ambos países.

## Por ciudad (2009)
Este es un ranking de las 10 ciudades (no áreas metropolitanas) con más empresas del Global 500, según la revista Fortune.
| Rango | Ciudad     | País           | Número de compañías Global 500 | Ingresos ($millones) |
| ----- | ---------- | -------------- | ------------------------------ | -------------------- |
| 1     | Tokio      | Japón          | 51                             | 2,237,560            |
| 2     | París      | Francia        | 27                             | 1,399,172            |
| 3     | Pekín      | China          | 26                             | 1,361,407            |
| 4     | Nueva York | Estados Unidos | 18                             | 869,150              |
| 5     | Londres    | Reino Unido    | 15                             | 994,772              |
| 6     | Seúl       | Corea del Sur  | 11                             | 519,351              |
| 7     | Madrid     | España         | 9                              | 434,393              |
| 8     | Toronto    | Canadá         | 7                              | 195,510              |
| 8     | Zürich     | Suiza          | 7                              | 242,595              |
| 8     | Osaka      | Japón          | 7                              | 291,492              |
| 8     | Moscú      | Rusia          | 7                              | 380,530              |
| 8     | Múnich     | Alemania       | 7                              | 485,386              |